# Jacopo Torriti

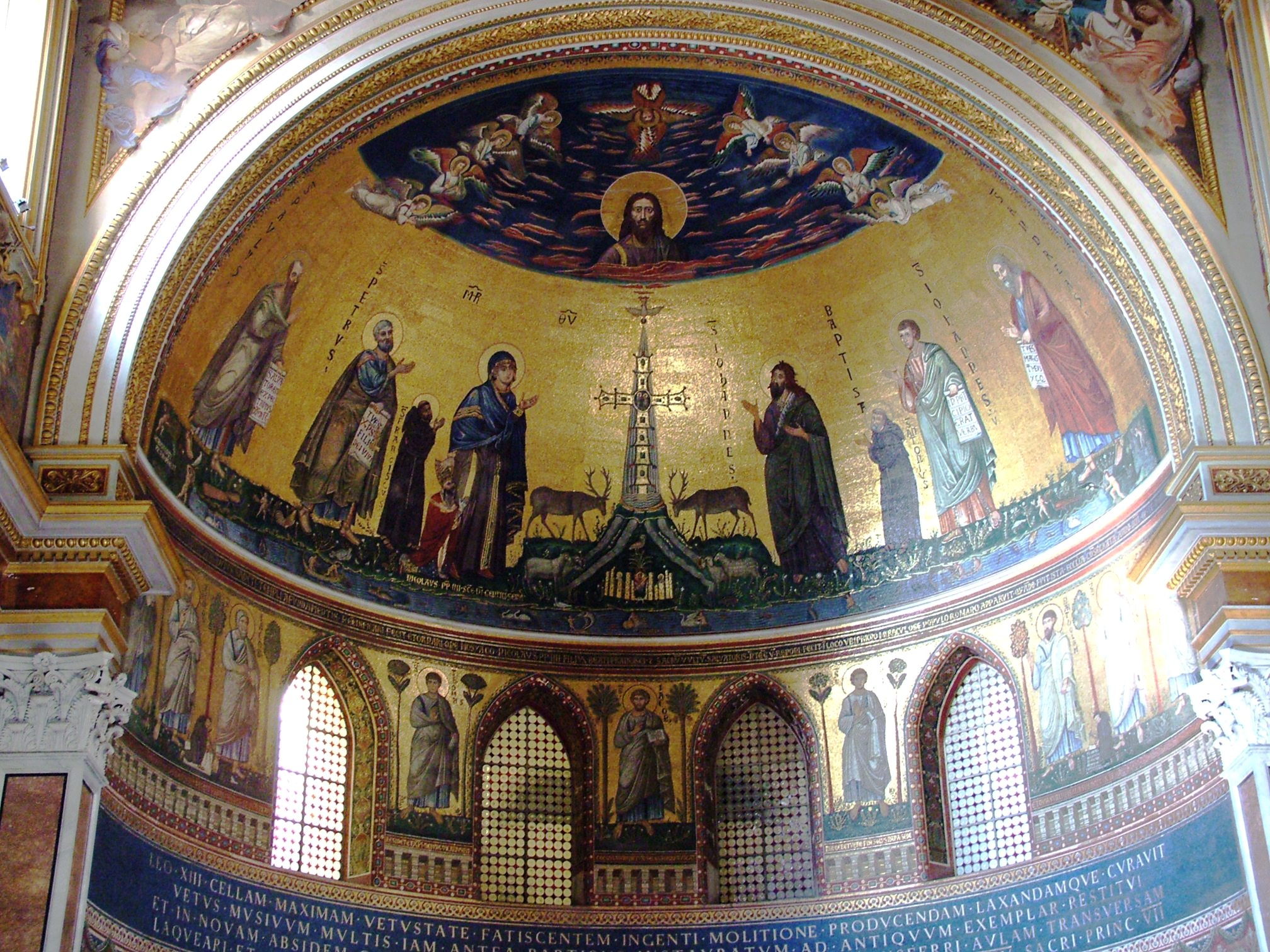
A szentély XIII. századi mozaikdíszítése

Jacopo Torriti vagy Turriti (1285-1295 között működött) itáliai festő és mozaikkészítő. A római S. Giovanni in Laterano apszisában található egy szignált mozaikja (1291 k.), és a római Santa Maria Maggiore-ban „Mária megkoronázása” (1291 k.) című mozaikja. A lateráni munka valószínűleg egy i. sz. IV. vagy V. századi eredeti újjáalkotása, vagy imitációja volt – ez egyben Torriti stílusának eredetét is jelzi. A Santa Maria Maggiore-beli „Mária Megkoronázása”-mozaik stílusa alapjában bizáncias. A mű Cavallini munkáira emlékeztet, és akad benne néhány késő római naturalisztikus részlet, de sem Cavallini erőteljességét, sem monumentalitását nem éri el.
Lehet, hogy Torriti dolgozott az Assisi Szent Ferenc-bazilika felsőtemplomának freskóin is (1290-1292 k.). A „Teremtés” jelenetei emlékeztetnek ugyan római munkáinak stílusára, de szerzőségük meglehetősen vitatott.
A firenzei Szent János-keresztelőkápolna mozaikján is dolgozott, a mozaik készítésének majdnem egy évszázada alatt egy időszakban ő vezette a munkálatokat.